# NGC 1872
NGC 1872 là một cụm sao mở trong Đám mây Magellan Lớn trong chòm sao Kiếm Ngư. Nó được James Dunlop phát hiện vào năm 1826.
NGC 1872 có các đặc điểm của cả cụm sao cầu và cụm mở - nó trực quan phong phú như một hình cầu điển hình nhưng trẻ hơn nhiều, và giống như nhiều cụm mở, có các ngôi sao xanh hơn. Các cụm trung gian như vậy là phổ biến trong Đám mây Magellan Lớn.

## Hình ảnh

NGC 1872